# V450 Близнецов
V450 Близнецов (лат. V450 Geminorum) — двойная затменная переменная звезда типа W Большой Медведицы (EW) в созвездии Близнецов на расстоянии приблизительно 2 525 световых лет (около 774 парсек) от Солнца. Видимая звёздная величина звезды — от +14,75m до +14m. Орбитальный период — около 0,3303 суток (7,9271 часа).

## Характеристики
Первый компонент — жёлтый карлик спектрального класса G. Радиус — около 1,26 солнечного, светимость — около 1,118 солнечной. Эффективная температура — около 5288 К.
Второй компонент — жёлтый карлик спектрального класса G.